# Anna Therese Rawengel
Anna Martha Therese Rawengel, née le 12 juin 1878 à Sarrebruck (Empire allemand) et morte le 15 décembre 1932 à Berlin (Allemagne), est une femme politique allemande, membre du DNVP. 

## Biographie
Anna Therese Rawengel est d'abord élève à Trèves. En 1896, elle passe son examen à Düsseldorf. Entre 1907 et 1908, elle étudie l'histoire, la philosophie, la science politique, le français et l'allemand à Göttingen. Elle voyage dans plusieurs pays, dont la France. Entre 1908 et 1912, elle étudie les mêmes sujets à Berlin. En 1914, elle passe un examen afin d'enseigner dans des écoles secondaires. 
En 1916, elle est chargée par le ministère de la Guerre de superviser les femmes qui travaillent au sein des 16e et 21e corps d'armée. Après la guerre, elle organise la démobilisation des femmes du 21e corps d'armée. Elle a reçu la Croix de Frédéric-Auguste (ruban de guerre), la Croix du Mérite civil (Autriche-Hongrie)  et la Croix-Rouge d'honneur de 2e classe. Elle travaille alors à la préfecture de la province du Rhin à Coblence. Après plusieurs années, elle revient à Sarrebruck, où elle enseigne.
Elle est une membre importante de la Croix-Rouge allemande, membre du conseil d'administration de la Société coloniale (de) et présidente de l'Association des philologues de la Sarre.
Dans les années 1920, elle rejoint le Parti national du peuple allemand (DNVP). Elle est conseillère municipale à Sarrebruck. En tant que représentante de la Sarre du DNVP, elle a été déléguée à plusieurs reprises à la Société des Nations à Genève. Lors des élections législatives de novembre 1932, elle est élue députée au Reichstag. Elle meurt un mois plus tard et Hans Brunow (de) lui succède.

## Sources
- (de) Cet article est partiellement ou en totalité issu de l’article de Wikipédia en allemand intitulé « Anna Therese Rawengel » (voir la liste des auteurs).